# Mistrzostwa Świata w Szermierce 1973
Mistrzostwa Świata w Szermierce 1973 – 39. edycja mistrzostw odbyła się w szwedzkim mieście Göteborg.

## Klasyfikacja medalowa
| Lp. | Państwo | złoto | srebro | brąz | Razem |
| --- | ------- | ----- | ------ | ---- | ----- |
| 1   | ZSRR    | 2     | 4      | 2    | 8     |
| 2   | Węgry   | 2     | 2      | 2    | 6     |
| 3   | RFN     | 1     | 1      | -    | 2     |
| -   | Szwecja | 1     | 1      | -    | 2     |
| 5   | Włochy  | 1     | -      | 2    | 3     |
| 6   | Francja | 1     | -      | -    | 1     |
| 7   | Polska  | -     | -      | 1    | 1     |
| -   | Rumunia | -     | -      | 1    | 1     |

## Medaliści

### Mężczyźni
| Złoto                                                                                           | Srebro                                                                                               | Brąz |
| Floret                                                                                          | | |
| Christian Noël                                                                                  | Jurij Cziż                                                                                           | Jenö Kamuti                                                                                             |
| ZSRR · Wasyl Stankowycz · Władimir Dienisow · Jurij Cziż · Siergiej Isakow · Anatolij Kotieszew | RFN · Thomas Bach · Matthias Behr · Harald Hein · Klaus Reichert · Thomas Jäger                      | Polska · Marek Dąbrowski · Witold Woyda · Leszek Martewicz · Lech Koziejowski · Arkadiusz Godel         |
| Szpada                                                                                          | | |
| Rolf Edling                                                                                     | Hans Jacobson                                                                                        | John Pezza                                                                                              |
| RFN · Reinhold Behr · Joachim Peter · Hans-Jürgen Hehn · Joseph Szepesi · Harald Hein           | Węgry · Sándor Erdős · Csaba Fenyvesi · Győző Kulcsár · Pál Schmitt · István Osztrics                | ZSRR · Igor Waletow · Wiktor Modzolewski · Boris Łukomski · Aszot Karagjan · Siergiej Paramonow         |
| Szabla                                                                                          | | |
| Mario Aldo Montano                                                                              | Wiktor Sidiak                                                                                        | Władimir Nazłymow                                                                                       |
| Węgry · Tamás Kovács · Attila Kovács · Péter Marót · Pál Gerevich · Ferenc Hammang              | ZSRR · Wiktor Sidiak · Władimir Nazłymow · Eduard Winokurow · Wiktor Krowopuskow · Władimir Pawlenko | Włochy · Mario Aldo Montano · Rolando Rigoli · Michele Maffei · Cesare Salvadori · Mario Tullio Montano |

### Kobiety
| Złoto                                                                                                | Srebro | Brąz                                                                                        |
| Floret                                                                                               | |                                                                                             |
| Walentina Nikonowa                                                                                   | Ildikó Schwarczenberger-Tordasi                                                                                | Ildikó Rejtő                                                                                |
| Węgry · Ildikó Bóbis · Mária Szolnoki · Ildikó Rejtő · Ildikó Schwarczenberger-Tordasi · Magda Maros | ZSRR · Zoja Dierażynska · Olga Kniaziewa · Walentina Nikonowa · Walentina Buroczkina · Jelena Nowikowa-Biełowa | Rumunia · Ana Pascu · Ecaterina Stahl · Suzana Ardeleanu · Magdalena Bartoș · Ileana Gyulai |